# Tex Granger
Tex Granger, cujo nome original é Tex Granger: Midnight Rider of the Plains, é um seriado estadunidense de 1948, gênero Western, dirigido por Derwin Abrahams, em 15 capítulos, estrelado por Robert Kellard e Peggy Stewart. Foi produzido e distribuído pela Columbia Pictures, e veiculou nos cinemas estadunidenses a partir de 1 de abril de 1948.
Foi o 36º entre os 57 seriados produzidos pela Columbia Pictures, e foi baseado no personagem dos quadrinhos Tex Granger, publicado na revista Calling All Boys. Seu roteiro, porém, foi inspirado no filme The Last Frontier, de 1926, que fora inspirado no livro homônimo de Courtney Ryley Cooper.
O roteiro apresenta o personagem mascarado que é referido como The Midnight Rider of the Plains, referido no subtítulo do seriado.

## Sinopse
Quando Tex Granger cavalga em Three Buttes, Helen Kent o convence a comprar o jornal local. No entanto, o agiota Rance Carson nomeia o bandido Talbot Blaze como xerife da cidade para atuar como seu executor e em breve a cidade está um caos. Com a luta entre gangues rivais, Tex veste uma máscara para se tornar The Midnight Rider e levar os criminosos à justiça.

## Elenco
- Robert Kellard … Tex Granger, novo proprietário do jornal da cidade e secretamente The Midnight Rider of the Plains
- Peggy Stewart … Helen Kent
- Robert 'Buzz' Henry … Timmy Perkins
- Smith Ballew … Blaze Talbot
- Jack Ingram … Reno
- I. Stanford Jolley … Rance Carson
- Terry Frost … Luke Adams
- Jim Diehl … Conroy
- Britt Wood … Sandy White
- Tiny Brauer … Morgan
- Duke, o cão

## Capítulos
1. Tex Finds Trouble
2. Rider of Mystery Mesa
3. Dead or Alive
4. Dangerous Trails
5. Renegade Pass
6. A Crooked Deal
7. The Rider Unmasked
8. Mystery of the Silver Ghost
9. The Rider Trapped
10. Midnight Ambush
11. Renegade Roundup
12. Carson's Last Draw
13. Blaze Takes Over
14. Riding Wild
15. The Rider Meets Blaze

Fonte: